# Żelary
Żelary (Želary) – czesko-słowacki dramat filmowy z 2005 roku w reżyserii Ondřeja Trojana, zrealizowany na motywach opowiadania Hanulka Jozy Květy Legátovej. Film został wyselekcjonowany jako oficjalny kandydat Czech do Oscara dla najlepszego filmu nieanglojęzycznego i otrzymał nominację.

## Opis fabuły
Akcja filmu rozgrywa się w latach 1943–1945. Młoda pielęgniarka Eliška i zakochany w niej lekarz działają w antyniemieckim ruchu oporu w Protektoracie Czech i Moraw. Kiedy Gestapo wpada na trop ich organizacji, Eliška otrzymuje nową tożsamość i już jako Hana wyjeżdża z pacjentem Jozą, któremu uratowała życie do małej górskiej wsi Żelary. We wsi musi wyjść za mąż za Jozę, aby miejscowa społeczność ją zaakceptowała. Nieufność Hany wobec małomównego Jozy z czasem ustępuje miejsca głębokiemu uczuciu. Mieszkańcy wsi doceniają umiejętności byłej pielęgniarki, a miejscowa znachorka chętnie korzysta z jej pomocy. Wiosną 1945 do wioski wkraczają żołnierze Armii Czerwonej. Radosna libacja mieszkańców wioski z Rosjanami kończy się tragicznie.
Nazwa wsi Żelary jest całkowicie fikcyjna i nie istniała w rzeczywistości.

## Obsada
- György Cserhalmi jako Joza
- Anna Geislerová jako Eliška/Hana
- Jaroslava Adamová jako Lucka
- Miroslav Donutil jako ksiądz
- Jaroslav Dušek jako nauczyciel Tkač
- Iva Bittová jako Zena
- Jan Hrušínský jako Slavek
- Anička Věrtelářová jako Helenka
- Ondrej Kovaľ jako Michal Kutina
- Tatiana Vajdová jako Anna Kutinova
- Juraj Hrčka jako Vojta Juriga
- Imre Boraroš jako Pavel Juriga
- Jana Oľhová jako Juliška Jurigová
- Gabriela Schmoll jako Irča
- Reinhard Simonischek jako dr Beníček
- Tomáš Žatečka jako Lipka
- Anička Věrtelářová jako Helenka
- Ivan Trojan jako Richard

## Produkcja
Okres zdjęciowy trwał od marca 2002 do maja 2003 roku. Zdjęcia kręcono głównie na Słowacji (w okolicach skansenu Vychylovka i wsi Zázrivá w kraju żylińskim). W Czechach wykorzystano takie lokacje, jak Votice i Olbramovice (kraj środkowoczeski) oraz dworzec kolejowy w Křimovie (kraj ustecki).

## Nagrody i wyróżnienia
Nagroda Czeski Lew
- za najlepszą pierwszoplanową rolę kobiecą (Anna Geislerová)
- za najlepszy dźwięk (Jiří Klenka)